# 가코가와시
가코가와시(일본어: 加古川市)는 일본 효고현 남부에 있는 시이다. 특례시로 지정되어 있어 히가시하리마 지방의 핵심 도시로 기능하고 있다.
쇼와 시대 전반까지는 농업과 경공업을 주요 산업으로 발전하며 도시 기반을 형성하였다. 1950년에 시로 승격한 이후 산업 비율은 중화학 공업이 중심이 되었고 이에 따라서 인구도 폭발적으로 증가하였다. 기후는 온난하고 비교적 비가 적다. 겨울에는 눈이 내리기는 하지만 쌓이는 것은 극히 드물다.

## 지리
효고현 남부에 위치하고 시내에는 1급 하천 가코강이 흐르고 있다. 서일본 여객철도의 산요 본선(JR 고베선)과 가코가와선, 그리고 산요 전기 철도의 본선이 지난다.
시가지는 가코가와정 일대(JR 가코가와역 주변), 히라오카정 일대(JR 히가시카코가와역 주변), 베후정 일대(산요베후역 주변)가 가장 발전해 있고 인구도 이 3개 지역에 집중되어 있다. 주택이 많고 중화학 공업 지대와 대형 양판점의 격전지인 남부와 농촌 풍경이 남아 있는 한가로운 분위기의 북부 등 완전히 다른 경관을 즐길 수 있는 이면성이 있는 도시이다.
또 바다와 인접한 가나자와정은 전역이 고베 제강 가코가와 제철소 부지로 인구가 0명이다. 하리마평야 동부에 위치해 지형은 전체적으로 평탄하다. 인접하는 다카사고시, 가코군 하리마정, 이나미정와는 옛 가코군, 인나미군 내의 지역으로 연결이 깊고 일체의 도시권을 구성하고 있다. 또 교통편이 좋아 고베시, 히메지시의 주택 지역으로 발전해 왔다. 오사카시까지는 전철로 대략 1시간 거리에 있다.

### 인접하는 자치체
아카시시, 다카사고시, 히메지시, 가사이시, 미키시, 오노시, 가코군 하리마정, 이나미정

## 역사
- 1950년 6월 15일 - 가코군 간노정, 노구치촌, 히라오카촌, 오노에정, 가코가와정이 합병해 성립하였다.
- 1951년 10월 1일 - 가코군 베후정을 편입하였다.
- 1955년 4월 1일 - 가코군 야바타촌, 인나미군 가미소촌, 헤이소정을 편입하였다.
- 1956년 9월 30일 - 인나미군 히가시칸키촌, 니시칸키촌 및 요네다정의 일부를 편입하였다.
- 1979년 2월 1일 - 시카타정을 편입하였다.
- 2002년 4월 1일 - 특례시로 지정되었다.

## 교통

### 철도
- 서일본 여객철도
  - JR 고베선(산요 본선)
    - 호텐역 - 가코가와역 - 히가시카코가와역

  - 가코가와선
    - 가고가와역 - 히오카역 - 간노역 - 야쿠진역

- 산요 전기 철도
  - 본선
    - 베후역 - 하마노미야역 - 오노에노마쓰역

### 도로
- 산요 자동차도
- 국도 2호선
- 국도 제250호선 (일본)(일본어판)

## 인구
| 연도 | 인구      | ±% |
| ---- | --------- | -- |
| 1970 | 140,344명 | —  |
| 1975 | 183,280명 | —  |
| 1980 | 212,233명 | —  |
| 1985 | 227,311명 | —  |
| 1990 | 239,803명 | —  |
| 1995 | 260,567명 | —  |
| 2000 | 266,170명 | —  |
| 2005 | 267,100명 | —  |
| 2010 | 266,937명 | —  |
| 2015 | 267,435명 | —  |
| 2020 | 260,878명 | —  |

## 주요 인물
- 우에노 주리(上野 樹里)
- 다카세 코조(高瀬 耕造) - NHK 아나운서